# Akut interstitiell nefrit
Akut interstitiell nefrit, AIN, är en häftig inflammation i delar av njuren, som namnet tyder så sker inflammationen i interstitet och mellan de tubulära cellerna. Där man får symptom som feber, rodnad och oliguri, som startar dagar till veckor efter exempelvis ett nytt intaget läkemedel.  Utan utsättande läkemedel kan det utvecklas till renal papillär nekros.  

## Diagnos
Vita blodkroppar i urinen är vanligt och då särskilt eosinofila blodkroppar. Njurfunktionen försämras ofta mycket snabbt och det är nödvändigt att biopsi av njuren tas för att säkerställa diagnosen.

## Behandling
Om AIN är utlöst av läkemedel slutar man inta det. Patienten behandlas även med kortison.

## Orsaker
Läkemedel som NSAID, Diuretika och antibiotika kan orsaka akut interstitiell nefrit. Men även gifter, infektioner och systemiska sjukdomar kan utlösa denna.  